# Chattanooga Choo Choo
Chattanooga Choo Choo je jazzová skladba Harryho Warrena. Její text, který byl vytvořen Mackem Gordonem, pojednává o cestě vlakem z New Yorku do města Chattanooga v Tennessee. Prvním interpretem byl orchestr Glenna Millera, jenž skladbu nahrál do soundtracku k filmu Sun Valley Serenade (1941), kde ji zpíval hlavní tenorsaxofonista Millerova orchestru Gordon „Tex“ Beneke.
České coververze
- Pod původní názvem ji nazpíval Ladislav Vodička. Tato nahrávka byla vydána v roce 1999 na albu „Byl to Shane“
- Pod názvem „Hej, pane šéf!“ s textem Ivo Fischera ji v roce 1979 natočil Pavel Bartoň

Existuje také řada orchestrálních nahrávek českých a slovenských orchestrů.